# Wereldkampioenschappen schoonspringen 2013 – driemeterplank synchroon vrouwen
Het synchroonspringen vanaf de driemeterplank voor vrouwen tijdens de wereldkampioenschappen schoonspringen 2013 vond plaats op 20 juli 2013 in het Piscina Municipal de Montjuïc in Barcelona.

## Uitslag
Groen geeft de finalisten weer.
| Rang   | Naam                                        | Land                | Voorronde | Voorronde | Finale | Finale |
| Rang   | Naam                                        | Land                | Punten    | Rang      | Punten | Rang   |
| ------ | ------------------------------------------- | ------------------- | --------- | --------- | ------ | ------ |
| Goud   | Wu Minxia Shi Tingmao                       | China               | 334.20    | 1         | 338.40 | 1      |
| Zilver | Tania Cagnotto Francesca Dallapè            | Italië              | 302.40    | 2         | 307.80 | 2      |
| Brons  | Jennifer Abel Pamela Ware                   | Canada              | 300.78    | 3         | 292.08 | 3      |
| 4      | Laura Sánchez Arantxa Chávez                | Mexico              | 264.00    | 9         | 290.70 | 4      |
| 5      | Pandelela Rinong Cheong Jun Hoong           | Maleisië            | 283.50    | 5         | 289.20 | 5      |
| 6      | Rebecca Gallantree Alicia Blagg             | Verenigd Koninkrijk | 281.01    | 6         | 284.73 | 6      |
| 7      | Samantha Pickens Amanda Burke               | Verenigde Staten    | 265.92    | 8         | 284.64 | 7      |
| 8      | Sherilyse Gowlett Maddison Keeney           | Australië           | 284.07    | 4         | 279.03 | 8      |
| 9      | Diana Tsjapljeva Darja Govor                | Rusland             | 263.10    | 10        | 278.40 | 9      |
| 10     | Hanna Pysmenska Olena Fedorova              | Oekraïne            | 274.50    | 7         | 270.90 | 10     |
| 11     | Mai Nakagawa Sayaka Shibusawa               | Japan               | 262.50    | 11        | 250.50 | 11     |
| 12     | Sharon Chan Leung Sze Man                   | Hongkong            | 251.97    | 12        | 244.71 | 12     |
| 13     | Tina Punzel Kieu Duong                      | Duitsland           | 250.80    | 13        |        |        |
| 14     | Inge Jansen Celine van Duijn                | Nederland           | 250.50    | 14        |        |        |
| 15     | Flóra Gondos Zsófia Reisinger               | Hongarije           | 241.89    | 15        |        |        |
| 16     | Nicole Gillis Julia Vincent                 | Zuid-Afrika         | 241.38    | 16        |        |        |
| 17     | Choi Sut Ian Lo I Teng                      | Macau               | 234.30    | 17        |        |        |
| 18     | Cho Eun-bi Kim Su-ji                        | Zuid-Korea          | 229.74    | 18        |        |        |
| 19     | Marcela Marić Maja Borić                    | Kroatië             | 227.07    | 19        |        |        |
| 20     | Sari Ambarwati Suprihatin Eka Purnama Indah | Indonesië           | 208.47    | 20        |        |        |